# Bacsó Jenő (jogász, 1877–1955)
Bacsó Jenő (Debrecen, 1877. május 2. – Debrecen, 1955. október 13.) jogász, egyetemi tanár. Ifj. Bacsó Jenő jogász apja.

## Élete
Bacsó Ferenc (1837–1886) biztosítótársasági tisztviselő és Székes Teréz fia. A Kolozsvári Magyar Királyi Ferenc József Tudományegyetemen végezte jogi tanulmányait, ahol 1901-ben doktori oklevelet szerzett. 1905-ben Budapesten tett ügyvédi vizsgát. 1912-ben magántanárrá képesítették. 1905-től a máramarosszigeti, 1913–1914-ben a debreceni jogakadémia tanára volt. 1914-től 1948-ig a Debreceni Egyetem nyilvános rendes tanára, 1922–1923-ban és 1934–1935-ben a Jog- és államtudományi Kar dékánja, 1938–1939-ben az egyetem rektora volt. Tagja volt a debreceni Tisza István Társaságnak.

## Magánélete
Felesége Szilágyi Erzsébet Mária volt, akit 1917-ben Mezőtúron vett nőül.
Gyermekei:
- Bacsó Jenő (1918–1991) jogász, egyetemi docens.
- Bacsó Alexandrin Mária Teréz (1921–?). Férje 1943 és 1959 között rétháti Kövér Ákos alezredes volt.

## Művei
- A szocializmusról (Máramarossziget, 1907)
- Peralapító cselekmények (Máramarossziget, 1908)
- A jogvédelem előfeltételei a polgári perben (Máramarossziget, 1910)
- A felülvizsgálati eljárás (Budapest, 1915)
- A mulasztási ítélet (Budapest, 1915)
- A polgári perrendtartás tankönyve (Budapest, 1917)
- A végrehajtási eljárás tankönyve (Debrecen, 1917)
- A kötött bizonyítás jelentősége a felülvizsgálati eljárásban (Debrecen, 1923)
- A polgári per célja (Debrecen, 1931)
- A fellebbvitel újabb szabályozása a polgári perben (Miskolc, 1933)
- Az ügyvédi díj megállapítása iránti eljárás jogi természete (Miskolc, 1933)
- Tudományos perjog (Debrecen, 1937)
- Reformtörekvések polgári perrendünkben (Budapest, 1939)
- Az elismerés és lemondás mint tudomáskijelentés (Debrecen, 1946)